# Ezekiel Kemboi
Ezekiel Kemboi (Matira vlak bij Kapsowar, 25 mei 1982) is een Keniaanse atleet, die zich gespecialiseerd heeft in de 3000 m steeple. Hij werd tweemaal olympisch kampioen, viermaal wereldkampioen en meervoudig Keniaans kampioen in deze discipline. Hij behoort samen met Reuben Kosgei, Brimin Kipruto en Conseslus Kipruto tot de vier atleten die zowel olympisch als wereldkampioen werden op de 3000 m steeple en hij is de enige die vier achtereenvolgende wereldtitels in deze discipline veroverde.

## Loopbaan

### Afrikaans jeugdkampioen
Kemboi deed nooit aan atletiek, totdat hij van school afkwam en gelijk in 2001 op de 3000 m steeple het Afrikaans jeugdkampioenschap won. In 2002 finishte hij op dit onderdeel als tweede op de Gemenebestspelen achter landgenoot Stephen Cherono. In datzelfde jaar werd hij vierde op de Afrikaanse atletiekkampioenschappen, maar kreeg later alsnog het brons toebedeeld, toen bleek dat bronzenmedaillewinnaar Brahim Boulami uit Marokko doping had gebruikt.
Op de wereldkampioenschappen van 2003 in Parijs ontstond op de 3000 m steeple een heftige strijd tussen Kemboi en zijn voormalige landgenoot Saif Saaeed Shaheen, die zijn nieuwe land Qatar vertegenwoordigde. Kort voor de finish kwam Shaheen langszij en won met minder dan één seconde voorsprong. Kemboi won in 2003 bovendien goud op de Afrikaanse Spelen.

### Olympisch goud
Zijn concurrent Shaheen mocht niet meedoen aan de Olympische Spelen van 2004 in Athene, omdat het Keniaans Olympisch Comité had besloten de driejarige stop voor atleten die van nationaliteit waren gewisseld, aan te houden. Kemboi werd hierdoor de grote favoriet op deze Spelen. De wedstrijd ging zoals voorspeld. De drie Kenianen Kemboi, Brimin Kipruto en Paul Kipsiele Koech namen vanaf de tweede ronde het voortouw en lieten al snel de rest van het veld achter zich. Kemboi won goud met 0,3 seconde voorsprong op Kipruto.
Een jaar later op de WK in Helsinki werd Kemboi verslagen door Shaheen en won het zilver. Hij compenseerde dit verlies met een overwinning in maart 2006 op de Gemenebestspelen in Melbourne. Later dat jaar finishte hij op de 3000 m steeple als tweede op de Afrikaanse kampioenschappen, maar werd gediskwalificeerd wegens het onjuist passeren van de horden.

### Eerste wereldtitel
In 2007 overkwam hem op de WK in Osaka hetzelfde als twee jaar eerder in Helsinki; ditmaal werd hij op de 3000 m steeple verslagen door zijn landgenoot Brimin Kipruto. Een jaar later nam Kemboi deel aan de Olympische Spelen in Peking, waar hij in een voor zijn doen matig optreden op de 3000 m steeple als zevende eindigde. Met zijn overwinning op de 3000 m steeple tijdens de WK in Berlijn poetste hij zijn wat geschonden imago vervolgens weer op, maar bij de Afrikaanse kampioenschappen het jaar daarna moest hij in bronzenmedaillewinnaar Richard Mateelong zijn meerdere erkennen en restte hem het zilver. Aan het eind van dat jaar nam hij deel aan enkele wegraces in Italië. Hij won er na een spannende finish met Peter Some de Corribianco race in Bianco, evenals de 8,5 kilometer lange wegrace Amatrice-Configno.

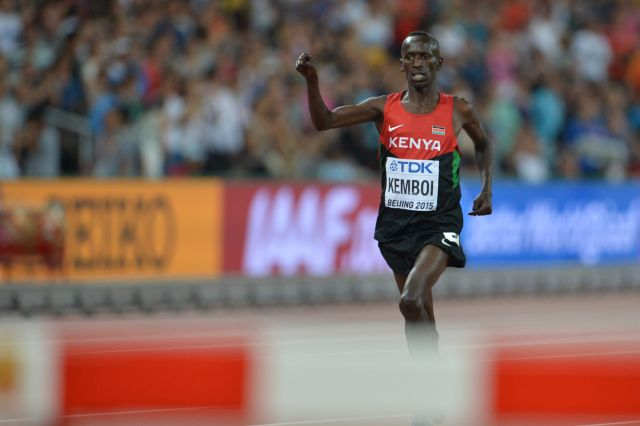
Ezekiel Kemboi op weg naar zijn vierde achtereenvolgende wereldtitel op de WK van 2015 in Peking.

### Unieke reeks
Na de vier WK's waarop hij op de 3000 m steeple achtereenvolgens driemaal zilver en eenmaal goud had veroverd, slaagde hij er in die van 2011 tot en met 2015 in om zijn in 2009 veroverde titel telkens te prolongeren. Hierdoor werd hij de eerste atleet die zeven medailles kon rapen op een WK atletiek in een en dezelfde discipline. Ertussenin won hij ook nog een tweede maal olympisch goud in 2012 in Londen.

### Privé
Kemboi's manager is Enrico Dionisi. Sinds 2002 is hij de eigenaar van een boerderij ter grootte van 20 ha bij Moi's Bridge in het Trans-Nzoia district. Sinds 2009 wordt hij getraind door Moses Kiptanui, die tevens zijn buurman is.
Hij is getrouwd met Jane Kemboi (huwelijk 2002) en heeft twee zoons.
In 2012 was zijn deelname aan de Spelen in Londen enige tijd onzeker, omdat er sinds juni een aanklacht van een vrouw tegen hem liep die beweerde, dat hij haar had gestoken nadat zij zijn seksueel getinte avances had geweigerd.

## Titels
- Olympisch kampioen 3000 m steeple - 2004, 2012
- Wereldkampioen 3000 m steeple - 2009, 2011, 2013, 2015
- Afrikaanse Spelen kampioen 3000 m steeple - 2003
- Gemenebestkampioen 3000 m steeple - 2006
- Keniaans kampioen 3000 m steeple - 2003, 2006, 2007
- Afrikaans kampioen U20 3000 m steeple - 2001

## Persoonlijke records
| Onderdeel      | Prestatie | Datum             | Plaats  |
| -------------- | --------- | ----------------- | ------- |
| 800 m          | 1.49,57   | 21 augustus 2003  | Cles    |
| 1500 m         | 3.40,8    | 24 april 2004     | Kisumu  |
| 3000 m         | 7.44,24   | 9 september 2012  | Rieti   |
| 5000 m         | 13.50,61  | 25 september 2011 | Sulmona |
| 3000 m steeple | 7.55,76   | 22 juli 2011      | Monaco  |
| 10 km          | 28.38     | 29 mei 2011       | Arezzo  |

## Palmares

### 3000 m steeple
Kampioenschappen
- 2001:  Afrikaans jeugdkamp. - 8.39,80
- 2002:  Gemenebestspelen - 8.19,78
- 2002: 4e Afrikaanse kamp. - 8.27,14
- 2003:  Afrikaanse Spelen - 8.12,27
- 2003:  Wereldatletiekfinale - 8.11,79
- 2003:  WK - 8.05,11
- 2004:  OS - 8.05,81
- 2004:  Wereldatletiekfinale - 8.02,98
- 2005:  WK - 8.14,95
- 2005:  Wereldatletiekfinale - 8.09,04
- 2006:  Gemenebestspelen - 8.18.17
- 2006: 5e Wereldatletiekfinale - 8.18,01
- 2007:  Afrikaanse Spelen - 8.16,93
- 2007:  WK - 8.16,94
- 2008: 7e OS - 8.16,38
- 2008:  Wereldatletiekfinale - 8.15,32
- 2009:  WK - 8.00,43
- 2009:  Wereldatletiekfinale - 8.04,38
- 2010:  Gemenebestspelen - 8.18,47
- 2011:  WK - 8.14,85
- 2012:  OS - 8.18,56
- 2013:  WK - 8.06,01
- 2014:  Gemenebestspelen - 8.19,73
- 2015:  WK - 8.11,28
- 2016: DSQ OS (in serie: 8.25,51)

Golden League-podiumplekken
- 2002:  Meeting Gaz de France – 8.10,11
- 2002:  Memorial Van Damme – 8.06,65
- 2003:  Weltklasse Zürich – 8.02,49
- 2004:  Meeting Gaz de France – 8.11,03
- 2004:  Weltklasse Zürich – 8.12,75
- 2005:  Meeting Gaz de France – 8.09,14
- 2006:  Meeting Gaz de France – 8.09,29
- 2008:  Golden Gala – 8.16,91
- 2009:  Meeting Areva – 8.15,27
- 2009:  Weltklasse Zürich – 8.04,44

Diamond League-podiumplekken
- 2010:  Qatar Athletic Super Grand Prix – 8.06,28
- 2010:  Meeting Areva – 8.03,79
- 2010:  Aviva London Grand Prix – 8.19,95
- 2010:  Weltklasse Zürich – 8.01,74
- 2011:  Prefontaine Classic – 8.08,34
- 2011:  Meeting Areva – 8.07,14
- 2011:  Herculis – 7.55,76
- 2011:  Weltklasse Zürich – 8.07,72
- 2013:  Bislett Games – 8.07,00
- 2013:  Meeting Areva – 7.59,03
- 2014:  Qatar Athletic Super Grand Prix – 8.04,12
- 2015:  Prefontaine Classic - 8.01,71

### 10 km
- 2005: 12e Memorial Peppe Greco in Scicli - 31.34
- 2009: 9e Memorial Peppe Greco in Scicli - 30.28
- 2010:  Corribianco in Bianco - 28.32
- 2011:  Scalata al Castello in Arezzo - 28.38
- 2012: 4e Giro Podistico Internazionale di Castelbuono - 31.08

1920: Percy Hodge ·
1924: Ville Ritola ·
1928: Toivo Loukola ·
1932: Volmari Iso-Hollo ·
1936: Volmari Iso-Hollo ·
1948: Tore Sjöstrand ·
1952: Horace Ashenfelter ·
1956: Chris Brasher ·
1960: Zdzisław Krzyszkowiak ·
1964: Gaston Roelants ·
1968: Amos Biwott ·
1972: Kipchoge Keino ·
1976: Anders Gärderud ·
1980: Bronisław Malinowski ·
1984: Julius Korir ·
1988: Julius Kariuki ·
1992: Matthew Birir ·
1996: Joseph Keter ·
2000: Reuben Kosgei ·
2004: Ezekiel Kemboi ·
2008: Brimin Kipruto ·
2012: Ezekiel Kemboi ·
2016: Conseslus Kipruto ·
2020: Soufiane El Bakkali ·
2024: Soufiane El Bakkali
1983 Patriz Ilg ·
1987 Francesco Panetta ·
1991 Moses Kiptanui ·
1993 Moses Kiptanui ·
1995 Moses Kiptanui ·
1997 Wilson Boit Kipketer ·
1999 Christopher Koskei ·
2001 Reuben Kosgei ·
2003 Saif Saaeed Shaheen ·
2005 Saif Saaeed Shaheen ·
2007 Brimin Kipruto ·
2009 Ezekiel Kemboi ·
2011 Ezekiel Kemboi ·
2013 Ezekiel Kemboi ·
2015 Ezekiel Kemboi ·
2017 Conseslus Kipruto ·
2019 Conseslus Kipruto ·
2022 Soufiane El Bakkali ·
2023 Soufiane El Bakkali